# Congy
Congy település Franciaországban, Marne megyében. Lakosainak száma 256 fő (2022. január 1.). Congy Montmort-Lucy, Vert-Toulon, Coizard-Joches, Villevenard, Baye, Champaubert, La Caure, Étoges és Fèrebrianges községekkel határos.

## Népesség
A település népességének változása:
| Lakosok száma | 379  | 302  | 315  | 273  | 234  | 251  | 262  | 268  | 264  | 256  |
|               | 1968 | 1982 | 1990 | 2006 | 2013 | 2015 | 2017 | 2019 | 2020 | 2022 |